# Îles Poor Knights
Les îles Poor Knights sont un archipel d'îles inhabitées situées à environ 50 kilomètres au nord-est de Whangarei dans la région de  Northland en Nouvelle-Zélande.

## Géographie
Elles sont constituées de deux îles principales, Tawhiti Rahi (de) (1,51 km2) et Aorangi (de) (1,01 km2), entourées de quelques îlots. 

## Histoire
Ces îles ont été habitées par une tribu de Maoris, dont la population s'est vue massacrée, réduite en esclavage ou dispersée à la suite de l'attaque d'une autre tribu en 1823. Elles sont depuis cette époque demeurées inhabitées.

## Faune et flore

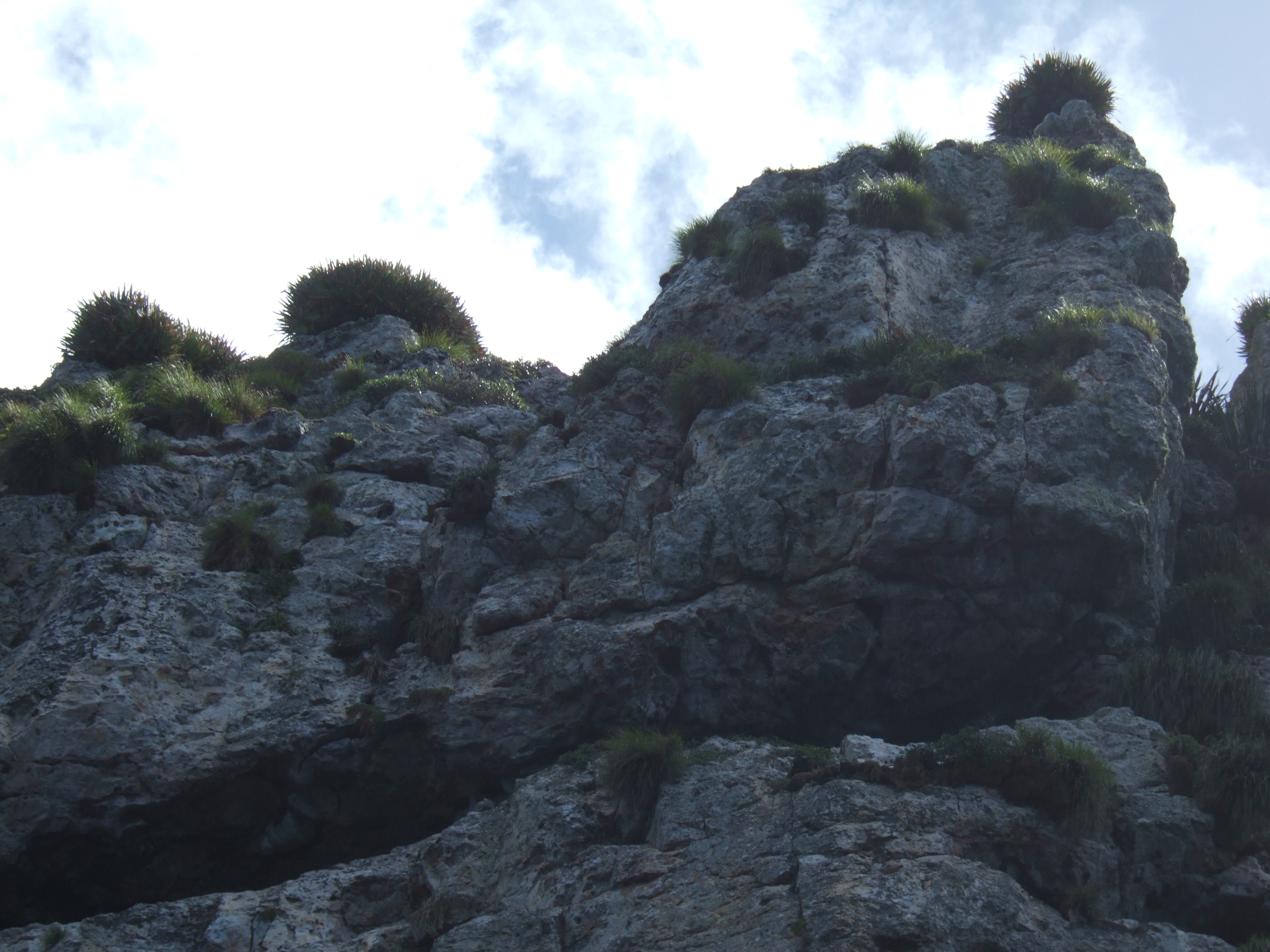
Xeronema callistemon, aussi connue sous le nom Poor Knights Lily, est une espèce endémique des îles Poor Knights.

Elles constituent un espace marin et naturel protégé, lieu de nidification important d'espèces d'oiseaux, notamment le puffin de Buller, elles abritent également des espèces endémiques végétales et animales comme le weta géant des îles Poor Knights ou la Xeronema callistemon.